# Jane Darwell
Jane Darwell, pseudonimo di Patti Woodard (Palmyra, 15 ottobre 1879 – Woodland Hills, 13 agosto 1967), è stata un'attrice statunitense.
Nel 1941 vinse il premio Oscar alla miglior attrice non protagonista per il film Furore (1940) di John Ford.

## Biografia
Figlia di William Robert Woodard e di Ellen Booth, la sua ambizione giovanile era quella di diventare una cantante lirica, ma il padre, presidente delle ferrovie, si oppose. I due vennero a un compromesso e la giovane Patti poté dedicarsi alla recitazione, cambiando il suo nome in Jane Darwell. Iniziò la carriera di attrice a Chicago, lavorando in teatro. Il debutto sullo schermo risale al 1913 con The Capture of Aguinaldo, un cortometraggio prodotto dalla Bison Motion Pictures.
Interpretò una ventina di pellicole in due anni, prima di ritornare al teatro. Dopo quindici anni, nel 1930, riprese la carriera cinematografica con un ruolo in Tom Sawyer di John Cromwell, il primo di una lunga serie di ruoli da caratterista; apparve in quel periodo anche in sei film con Shirley Temple. Vinse il premio Oscar alla miglior attrice non protagonista nel 1941 per l'interpretazione di Ma Joad in Furore, e lavorò spesso anche per il teatro.
Nella sua carriera si possono contare 170 film: la sua ultima apparizione fu nel film Disney Mary Poppins (1964) di Robert Stevenson, nel ruolo della vecchietta che dà da mangiare ai piccioni. Il suo contributo all'industria cinematografica le venne riconosciuto con una stella nella Hollywood Walk of Fame al 6735 di Hollywood Boulevard.
Morì nel 1967, per un attacco di cuore, all'età di 87 anni.

## Vita privata
Nel 1924 sposò Harold Guy Cooley da cui divorziò tre anni dopo.

## Filmografia parziale

### Cinema
- The Master Mind, regia di Oscar Apfel e, non accreditato, Cecil B. DeMille (1914)
- The Only Son, regia di Cecil B. DeMille, Oscar Apfel, William C. deMille e Thomas N. Heffron (1914)
- The Man on the Box, regia di Oscar Apfel e, non accreditato, Cecil B. DeMille (1914)
- Ready Money, regia di Oscar Apfel (1914)
- La rosa del Rancho (Rose of the Rancho), regia di Cecil B. DeMille e Wilfred Buckland (1914)
- Hypocrites, regia di Lois Weber (1915)
- The Goose Girl, regia di Frederick A. Thomson (1915)
- After Five, regia di Oscar Apfel e Cecil B. DeMille (1915)
- Misteri dell'oriente (The Rug Maker's Daughter), regia di Oscar Apfel (1915)
- The Reform Candidate, regia di Frank Lloyd (1915)
- Little Church Around the Corner, regia di William A. Seiter (1923) (non accreditata)
- Tom Sawyer, regia di John Cromwell (1930)
- L'ultima carovana (Fighting Caravans),[4] regia di Otto Brower e David Burton (1931)
- Huckleberry Finn, regia di Norman Taurog (1931)
- Ladies of the Big House, regia di Marion Gering (1931)
- No One Man, regia di Lloyd Corrigan (1932)
- Young America, regia di Frank Borzage (1932)
- Il delitto di Clara Deane (The Strange Case of Clara Deane), regia di Louis J. Gasnier e Max Marcin (1932)
- La donna proibita (Back Street), regia di John M. Stahl (1932)
- Washington Merry-Go-Round, regia di James Cruze (1932)
- Hot Saturday, regia di William A. Seiter (1932)
- Women Won't Tell, regia di Richard Thorpe (1932)
- Air Hostess, regia di Albert S. Rogell (1933)
- The Past of Mary Holmes, regia di Harlan Thompson e Slavko Vorkapich (1933)
- Il prezzo del piacere (Child of Manhattan), regia di Edward Buzzell (1933)
- Murders in the Zoo, regia di A. Edward Sutherland (1933) (non accreditata)
- Anime alla deriva (Bondage), regia di Alfred Santell (1933)
- The Girl in 419, regia di Alexander Hall e George Somnes (1933) (non accreditata)
- Jennie (Jennie Gerhardt), regia di Marion Gering (1933) (non accreditata)
- Good Housewrecking, regia di Harry Sweet (1933)
- Troppa armonia (Emergency Call), regia di Edward L. Cahn (1933) (non accreditata)
- Letto di rose (Bed of Roses), regia di Gregory La Cava (1933)
- Before Dawn, regia di Irving Pichel (1933)
- Convegno d'amore (One Sunday Afternoon), regia di Stephen Roberts (1933)
- Ann Vickers, regia di John Cromwell (1933) (non accreditata)
- Aggie Appleby Maker of Men, regia di Mark Sandrich (1933)
- Solo una notte (Only Yesterday), regia di John M. Stahl (1933)
- Il museo degli scandali (Roman Scandals), regia di Frank Tuttle (1933)
- King for a Night, regia di Kurt Neumann (1933)
- He Couldn't Take It, regia di William Nigh (1933)
- Partita a quattro (Design for Living), regia di Ernst Lubitsch (1933)
- Primo amore (Change of Heart), regia di John G. Blystone (1934)
- L'imperatrice Caterina (The Scarlet Empress), regia di Josef von Sternberg (1934) (non accreditata)
- La mascotte dell'aeroporto (Bright Eyes), regia di David Butler (1934)
- McFadden's Flats, regia di Ralph Murphy (1935)
- Riccioli d'oro (Curly Top), regia di Irving Cummings (1935)
- Il re dell'Opera o Avventura di una notte (Metropolitan), regia di Richard Boleslawski (1935)
- Il medico di campagna (The Country Doctor), regia di Henry King (1936)
- Difendo il mio amore (Private Number), regia di Roy Del Ruth (1936)
- Una povera bimba milionaria (Poor Little Rich Girl), regia di Irving Cummings (1936)
- Capitan Gennaio (Captain January), regia di David Butler (1936)
- La moglie di Craig (Craig's Wife), regia di Dorothy Arzner (1936)
- L'amore è novità (Love Is News), regia di Tay Garnett (1937)
- Senza perdono (Nancy Steele Is Missing!), regia di George Marshall (1937)
- Baci sotto zero (Fifty Roads to Town), regia di Norman Taurog (1937)
- Il mercante di schiavi (Slave Ship), regia di Tay Garnett (1937)
- La gelosia non è di moda (Wife, Doctor and Nurse), regia di Walter Lang (1937)
- Il segreto del giurato (The Jury's Secret), regia di Edward Sloman (1938)
- L'idolo di Broadway (Little Miss Broadway), regia di Irving Cummings (1938)
- Jess il bandito (Jesse James), regia di Henry King (1939)
- Un bimbo in pericolo (Unexpected Father), regia di Charles Lamont (1939)
- La grande pioggia (The Rains Came), regia di Clarence Brown (1939)
- Via col vento (Gone with the Wind), regia di Victor Fleming (1939)
- Furore (The Grapes of Wrath), regia di John Ford (1940)
- La grande missione (Brigham Young), regia di Henry Hathaway (1940)
- Passione di amazzoni (Chad Hanna), regia di Henry King (1940)
- L'oro del demonio (All That Money Can Buy), regia di William Dieterle (1941)
- Sesta colonna (All Through the Night), regia di Vincent Sherman (1941)
- The Loves of Edgar Allan Poe, regia di Harry Lachman (1942)
- Alba fatale (The Ox-Bow Incident), regia di William A. Wellman (1943)
- Eravamo tanto felici (Tender Comrade), regia di Edward Dmytryk (1943)
- La taverna delle stelle (Stage Door Canteen), regia di Frank Borzage (1943)
- Anni impazienti (The Impatient Years), regia di Irving Cummings (1944)
- Bagliori a Manhattan (Music in Manhattan), regia di John H. Auer (1944)
- Sfida infernale (My Darling Clementine), regia di John Ford (1946)
- In nome di Dio o Il texano (3 Godfathers), regia di John Ford (1948)
- Figlio del delitto (Red Canyon), regia di George Sherman (1949)
- La carovana dei mormoni (Wagon Master), regia di John Ford (1950)
- Prima colpa (Caged), regia di John Cromwell (1950)
- Il diavolo nella carne (Surrender), regia di Allan Dwan (1950)
- Il ratto delle zitelle (The Lemon Drop Kid), regia di Sidney Lanfield (1951)
- Matrimoni a sorpresa (We're Not Married!), regia di Edmund Goulding (1952)
- Il sole splende alto (The Sun Shines Bright), regia di John Ford (1953)
- It Happens Every Thursday, regia di Joseph Pevney (1953)
- La grande nebbia (The Bigamist), regia di Ida Lupino (1953)
- L'ultimo agguato (A Life at Stake), regia di Paul Guilfoyle (1954)
- Tutti in coperta (Hit the Deck), regia di Roy Rowland (1955)
- Girls in Prison, regia di Edward L. Cahn (1956)
- Quella che avrei dovuto sposare (There's Always Tomorrow), regia di Douglas Sirk (1956)
- L'ultimo urrà (The Last Hurrah), regia di John Ford (1958)
- Sei colpi in canna (Hound-Dog Man), regia di Don Siegel (1959)
- Mary Poppins, regia di Robert Stevenson (1964)

### Televisione
- Climax! – serie TV, episodi 1x11-2x07 (1955)
- Frida (My Friend Flicka) – serie TV, episodio 1x26 (1956)
- Screen Directors Playhouse – serie TV, episodio 1x17 (1956)
- Corky, il ragazzo del circo (Circus Boy) – serie TV, episodio 1x17 (1957)
- Maverick – serie TV, episodio 1x25 (1958)
- Follow the Sun – serie TV, episodio 1x14 (1961)
- La legge di Burke (Burke's Law) – serie TV, episodio 1x13 (1963)

## Riconoscimenti
- Premio Oscar
  - 1941 – Miglior attrice non protagonista per Furore
- Hollywood Walk of Fame
  - 1960 – Stella

## Doppiatrici italiane
- Giovanna Scotto in Il mercante di schiavi (riedizione), Furore, La grande missione, Il diavolo nella carne, L'ultimo agguato, L'ultimo urrà
- Lola Braccini in L'ultima carovana, Matrimoni a sorpresa, Il sole splende alto
- Amelia Beretta in Via col vento, La carovana dei mormoni, Se non ci fossimo noi donne...!
- Giovanna Cigoli in L'oro del demonio, Eravamo tanto felici
- Maria Saccenti in Tutti in coperta, Mary Poppins
- Velia Cruicchi Galvani in Jess il bandito
- Mignon Cocco in Prima colpa
- Wanda Tettoni in Via col vento (ridoppiaggio)

## Galleria d'immagini

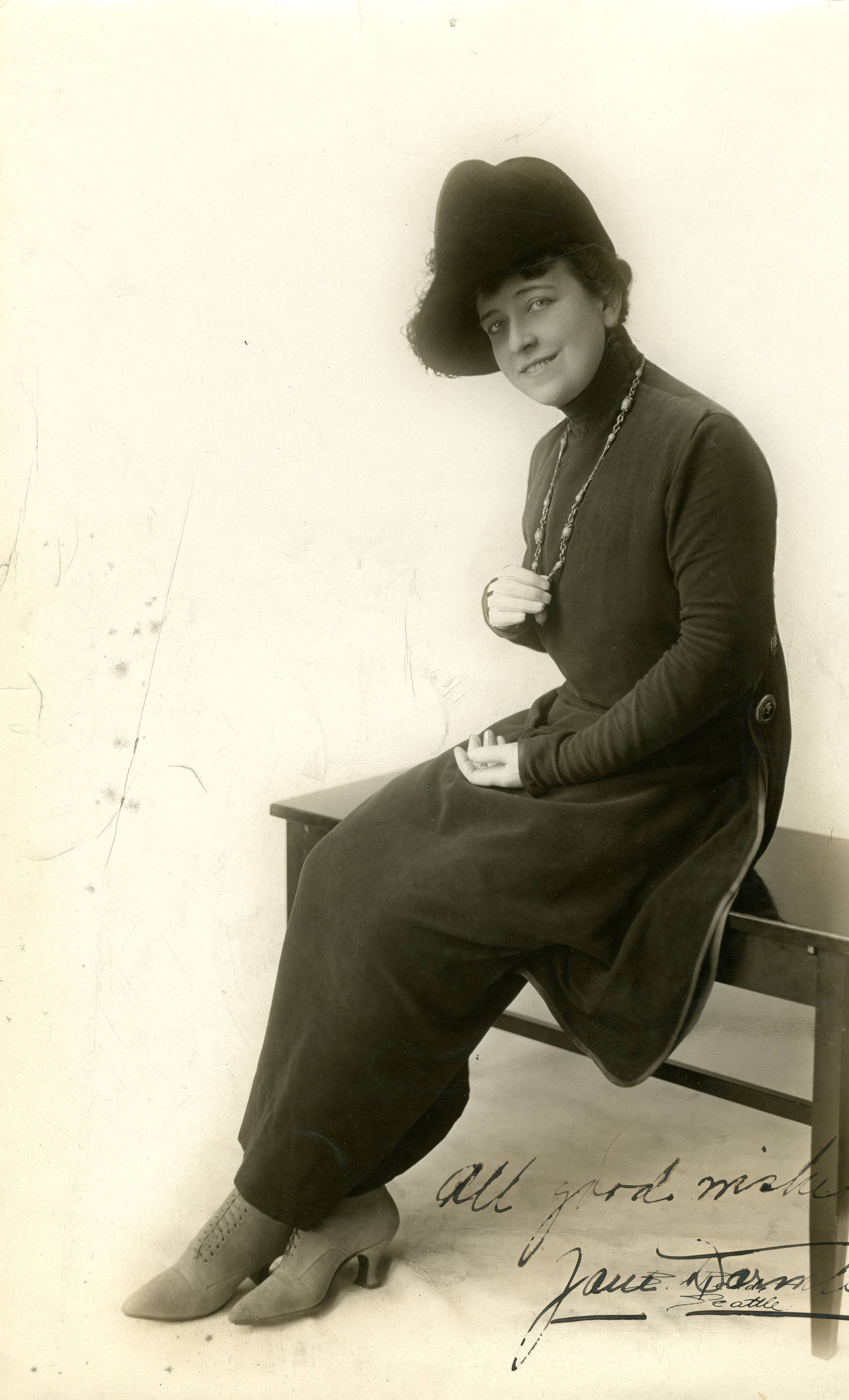
Jane Darwell (1918)
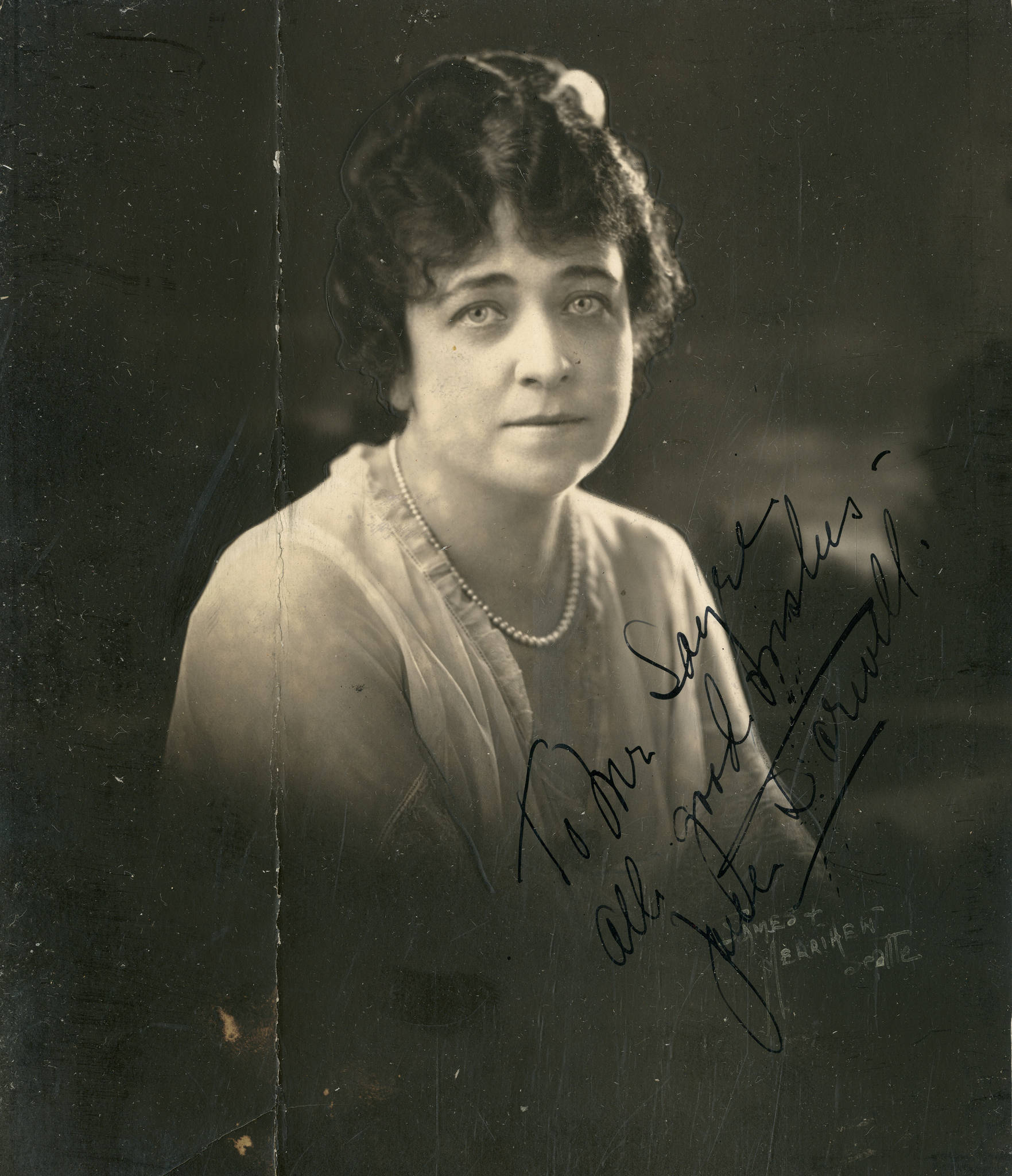
Jane Darwell (1940)
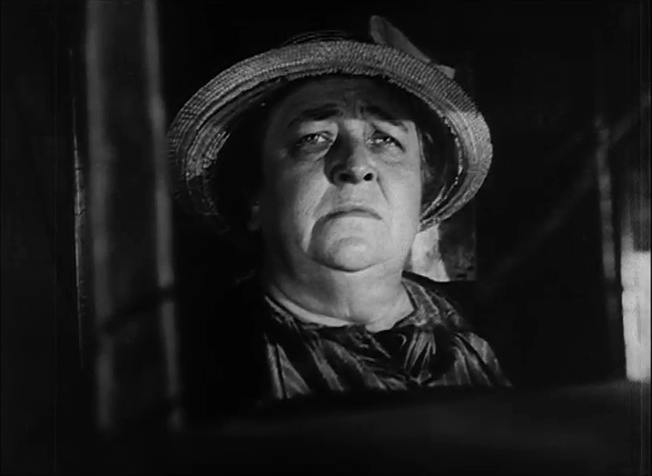
Furore (1940)
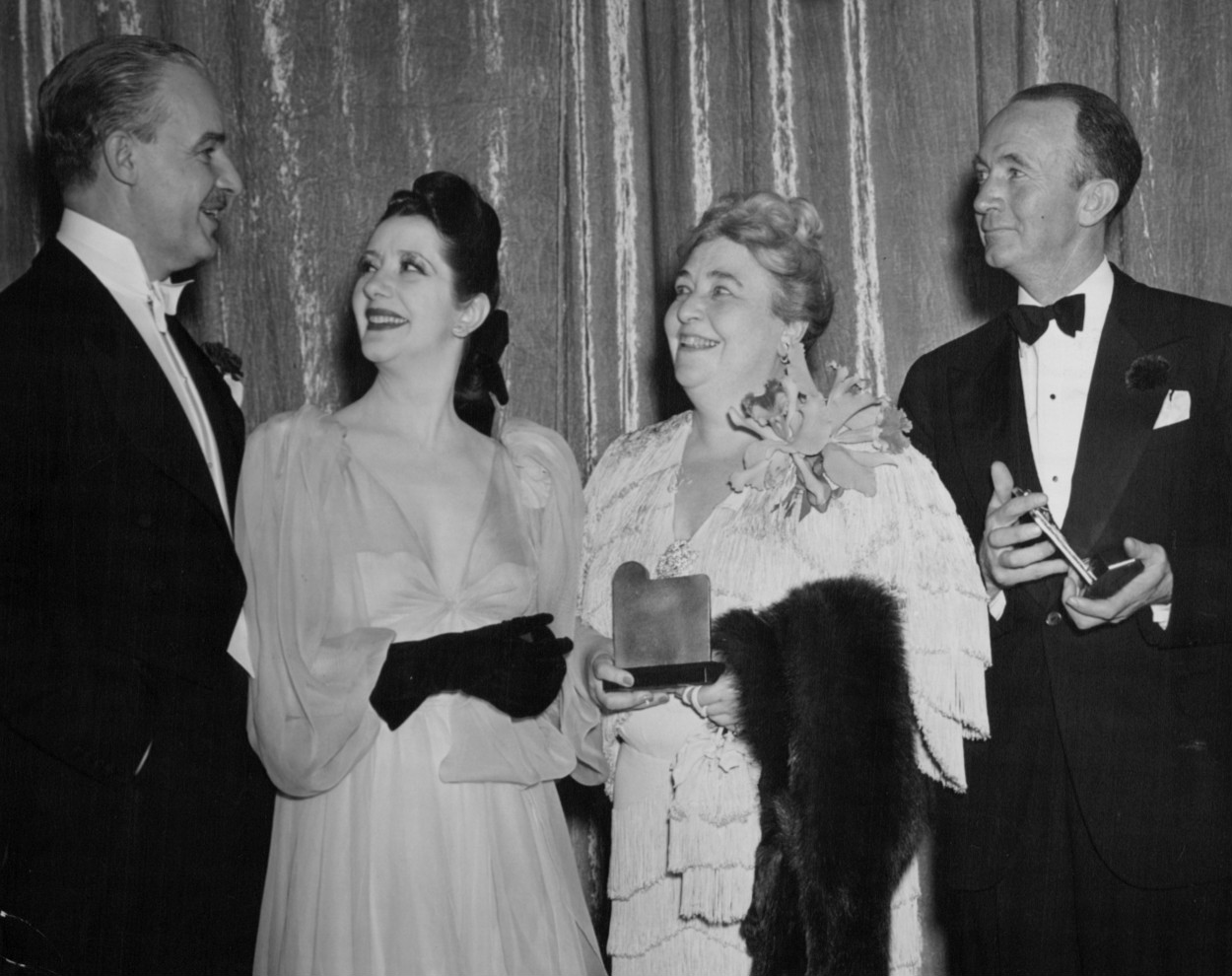
Premio Oscar